# 卡盧肯貝
卡盧肯貝是西非國家安哥拉的城市，由威拉省負責管轄，位於該國中部，處於首都羅安達以南約600公里，市內有天主教和基督教的教堂，2006年人口估計約246,229。